# Нестеров, Дмитрий Евгеньевич
Дми́трий Евге́ньевич Не́стеров (род. 21 мая 1996, Биробиджан) — российский боксёр-любитель, выступающий в средней весовой категории. Мастер спорта России международного класса (2014), серебряный призёр Юношеских Олимпийских игр (2014), многократный победитель и призёр международных и национальных турниров в любителях.

## Биография
Уроженец Биробиджана, с 2013 года проживает и тренируется в Комсомольске-на-Амуре в спортивной школе «Ринг-85» под руководством заслуженного тренера Сергея Ивановича Гондуркаева. С 6 лет занимается боксом.
В 2014 году выиграл золотую медаль юношеского чемпионата мира. На юношеских Олимпийских играх завоевал серебро в весовой категории до 75 кг, уступив в финале украинцу Рамилю Гаджиеву.